# Gyponana torqua
Gyponana torqua är en insektsart som beskrevs av Delong 1983. Gyponana torqua ingår i släktet Gyponana och familjen dvärgstritar. Inga underarter finns listade i Catalogue of Life.